# 알테어 엔지니어링
알테어 엔지니어링(Altair Engineering)은 1985년 미국에서 설립된 엔지니어링 소프트웨어, 클라우드 컴퓨팅 소프트웨어, 비즈니스 애널리틱스를 전문으로 하는 글로벌 IT 기업이다, 짐 스캐파(Jim Scapa), 조지 크리스트(George Christ), 마크 키스트너가 창립하였다.
현재 본사는 미시간주 트로이에 있으며, 미국과 유럽 및 아시아 등 전 세계 25개국에 86개의 지사를 갖고 있다.
알테어는 개방형 CAE 엔터프라이즈 솔루션 하이퍼웍스, 3D 설계 및 적층제조 솔루션 솔리드씽킹, 데이터 분석 프로세스 자동화 플랫폼 날리지웍스, 워크로드 매니저 PBS 웍스, IoT 분석 플랫폼 스마트웍스
그리고 각 산업 및 기업에 제공하는 CAE 컨설팅 서비스 프로덕트 디자인이 있다. 하이퍼웍스는 세계 주요 제조 기업 70% 이상이 사용하고 있다.
한국알테어는 2001년 알테어의 한국지사로 설립됐으며, 대한민국 경기 성남시 분당구 황새울로 216 6층에 위치하고 있다. 제품 판매부터 기술 용역, 교육, 기술 지원 등의 다양한 업무를 수행하고 있다.

## 제품
- 하이퍼웍스 (HyperWorks)
- 솔리드씽킹 (solidThinking)
- 날리지웍스 (Knowledge Works)
- PBS 웍스 (PBS Works)
- 스마트웍스 (SmartWorks)
- 프로덕트 디자인 (ProductDesign)

### 하이퍼웍스 (HyperWorks)
하이퍼웍스는 오픈 아키텍처 기술에 기반한 개방형 CAE(Computer Aided Engineering) 솔루션 패키지 제품이다. 하이퍼웍스 안에는 전/후처리기로 세계 시장점유율 1위인 하이퍼메시(HyperMesh)와 하이퍼뷰(HyperView)가 있으며, 솔버로는 구조 해석 및 최적화를 위한 Implicit 솔버 옵티스트럭트(OptiStruct), 메시리스 구조해석 솔루션 심솔리드(SimSolid), 충돌 및 안전성능 해석에 탁월한 Explicit 솔버 라디오스(Radioss), 유체 해석을 위한 아큐솔브(AcuSolve), 다물체 동역학 해석을 위한 모션솔브(MotionSolve), 첨단 연산 전자기 기법을 이용한 전자기장 솔버 페코(Feko)를 비롯한 48여 개의 다양한 CAE 솔루션이 포함되어 있다. 또한, 하이퍼웍스 기반의 맞춤형 패키지 솔루션인 PSO(Packaged Solution Offering) 제품을 함께 제공하고 있는데, 이는 진동소음이나 자동 리포팅 등의 특정 프로젝트에 대한 전체 통합 솔루션을 제공하는 맞춤형 서비스라고 할 수 있다.

### 솔리드씽킹 (solidThinking)
솔리드싱킹은 시뮬레이션 기반 설계를 위한 통합 플랫폼으로 3D 디자인 툴로 시작하여, 현재는 주조 해석 시뮬레이션, 3D프린팅 시뮬레이션, 수치 해석과 시스템 제어 솔루션까지 포함된 통합 제품군으로 규모를 확대했다. 여러 조건들을 고려하여 제품의 최적 형상을 제안하는 인스파이어(Inspire), 적층제조 설계를 위한 인스파이어 프린트3D(Inspire Print3D), 주조 해석 시뮬레이션 인스파이어 캐스트(Inspire Cast), 박판 성형 프로세스 툴 인스파이어 폼(Inspire Form), 압출 공정 시뮬레이션 툴 인스파이어 익스트루드(Inspire Extrude)가 있다. 그리고 시스템 제어를 위한 통합 패키지 컴포즈(Compose), 액티베이트(Activate), 임베드(Embed)가 등 통합 제품군을완성했다.

### 날리지웍스 (Knowledge Works)
날리지웍스는 데이터 분석 통합 플랫폼으로, 누구나 데이터를 쉽게 이해하고 활용할 수 있는 제품들로 구성되어 있다. 모든 제품에는 코딩이 필요 없는 클릭 기반 인터페이스를 제공하여 데이터 과학자는 물론 비전문가도 다양한 데이터 준비, 고급 예측 분석 및 데이터 시각화를 수행할 수 있다. 날리지웍스는 APA(분석 프로세스 자동화) 플랫폼으로서 데이터 활용을 위한 데이터 프랩, 데이터 예측, 그리고 시각화까지 자동화된 기능들을 제공한다. 웹 및 클라우드 기반 데이터 준비 솔루션인 날리지 허브(Knowledge Hub)는 모든 개인 및 조직이 보다 신뢰할 수 있는 데이터를 활용하고 빠른 분석과 통찰력을 발휘할 수 있도록 지원한다. 데이터 예측 분석 및 머신러닝 최적화 솔루션 날리지 스튜디오(Knowledge Studio)는 데이터 예측에서의 통찰력을 확보해 신뢰성있는 결과를 도출하며 예측 시나리오를 비교하여 복잡한 통계 코딩을 사용하지 않고 실행 가능한 옵션 중에서 가장 적합한 솔루션을 결정할 수 있다. 모나크(Monarch)는 세계에서 가장 많이 사용되는 데스크톱 및 서버 기반 데이터 준비 솔루션으로, PDF 및 텍스트 파일과 같은 비정형 데이터를 추출하여 정리 및 준비하는 셀프 서비스 데이터 준비 프로그램이다. 데이터 실시간 스트리밍 및 시각화 솔루션 판옵티콘(Panopticon)은 코딩없이 실시간 운영, 거래 및 시장 데이터에 대한 포괄적인 모니터링 및 분석할 수 있다.

### 스마트웍스(SmartWorks)
스마트웍스는 시뮬레이션 플랫폼인 HyperWorks와 PBS Works의 고성능 컴퓨팅 클라우드 기술과 통합되어 확장성이 뛰어나며 디지털트윈을 실현할 수 있는 솔루션이다. 스마트엣지(SmartEdge)는 엣지 커뮤니케이션, 장치 프로비저닝 및 데이터 검증을 빠르고 쉽게 할 수 있도록 한다. 스마트코어(SmartCore)는 클라우드 네이티브 플랫폼으로, 사물을 디지털 세계에 연결할 수 있도록 통합된 서비스 기능 세트를 제공한다. PaaS (Platform as a Service) 또는 온-프레미스로 제공되며 확장성이 뛰어난 환경에서 IoT 프로젝트를 더 빠르게 실행할 수 있도록 도와준다. 스마트사이트(SmartSight)는 임베디드, 빅데이터 및 IoT 애플리케이션을 위한 클라우드 분석 플랫폼으로, 데이터 시각화, 탐색 및 분석을 단순화한다.

### PBS 웍스 (PBS Works)
PBS 웍스는 컴퓨팅 파워가 지속적으로 증가하는 고성능 컴퓨팅에 대비한 주문형 그리드 컴퓨팅 기술로서, 고성능 컴퓨터에 대한 작업을 관리해주는 워크로드 매니저이다. 미국항공우주국(NASA)에서 만들고, 알테어가 개발하였다. 현재 NASA는 물론 기상청 등 세계 유수의 HPC의 대부분이 PBS 웍스를 사용하고 있다.

### 프로덕트 디자인 (ProductDesign)
프로덕트 디자인은 알테어가 수준높은 인력을 바탕으로 각 산업 및 기업에 제공하는 CAE 컨설팅 서비스이다. 해석 분야의 석박사급 연구원들이 알테어의 전 세계 네트워크와 연계하여 연구한 최신 해석 동향 및 선진 기술을 국내의 산업에 소개하고 필요로 하는 연구기관 및 기업에 컨설팅하는 서비스이다.

## 같이 보기
- 그리드 컴퓨팅
- 빅 데이터
- 분산 컴퓨팅
- 클라우드 컴퓨팅
- 데이터 분석
- 알고리즘